# ソール (ローマ神話)
ソール（Sōl）は、ローマ神話の太陽神である。長母音を省略してソルとも表記される。
後にギリシア神話のヘーリオスと同一視される。
また、アポローンやミトラスなどの別の太陽神と習合し、帝政ローマの時代には、ほとんど主神の様に篤く信仰された。
英語の形容詞 solar の語源でもある。